# Kong Haakons Kroning i Trondhjem
Kong Haakons Kroning i Trondhjem er en dansk dokumentarisk optagelse fra 1906, der er instrueret af Axel Sørensen og Ole Olsen.

## Handling
Folkedans i det fri. Sporvognstur gennem den flagsmykkede by. Kareter med de kongelige kører gennem byen. Kong Haakon 7. i lukket karet. Ved havnen går de kongelige ombord i chalup og sejler ud til (?). Gæster ankommer samme sted. De kongelige i åbne kareter. Faner sænkes til hilsen. Kong Haakon taler fra balkon til folket. Der råbes hurra. Kongen til fods. Mere sporvognstur og havnebilleder.